# إبراهيم محمد حمام
إبراهيم محمد حمام العاملي شاعر عربي، من أعيان شيعة لبنان، ولد في قرية جبشيت (جنوبي لبنان)، وتوفي فيها. قضى حياته في لبنان. نشأ في الثقافة عصاميًا، فزاول التعلّم الذاتي، ويدل شعره على معرفة واسعة بأسرار اللغة وتقاليد التعبير والتصوير في التراث الشعري. عمل بالتدريس؛ فعين مدرسًا في المدرسة الابتدائية في قرية الذرارية من قرى جبل عامل، ثم نقل إلى قرية طير دبا.

## شعره
له قصائد متفرقة وردت ضمن كتاب «أعيان الشيعة». ما أتيح من شعره بضعة أبيات في الغزل وأخرى في المدح، وله قصيدة (21 بيتًا) في المدح، وهو في كل ذلك ينظم على الموزون المقفى، ويحذو حذو القدماء في صوره ومعانيه على قلتهما، فلغته جزلة تتسم بالفخامة، وتراكيبه ثرية، وبيانه فصيح بلا مغالاة. مطالع بعض قصائده كالآتي: